# Stigmacros punctatissima
Stigmacros punctatissima är en myrart som beskrevs av Mcareavey 1957. Stigmacros punctatissima ingår i släktet Stigmacros och familjen myror. Inga underarter finns listade i Catalogue of Life.

## Bildgalleri

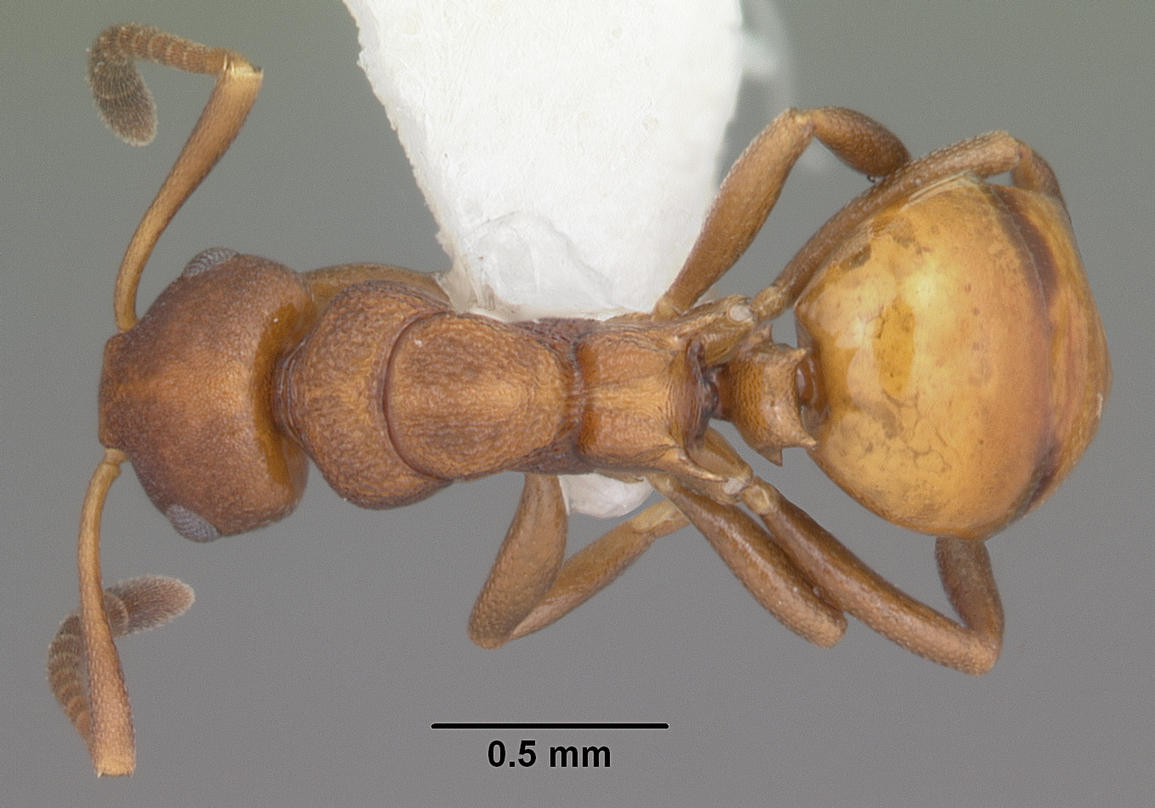
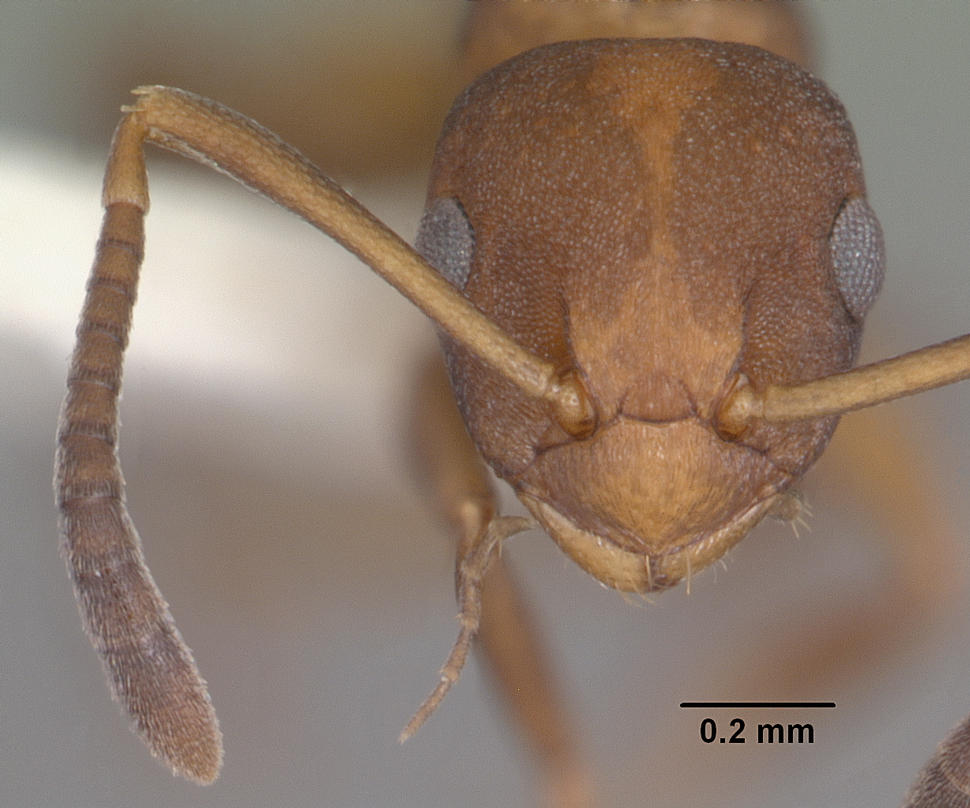
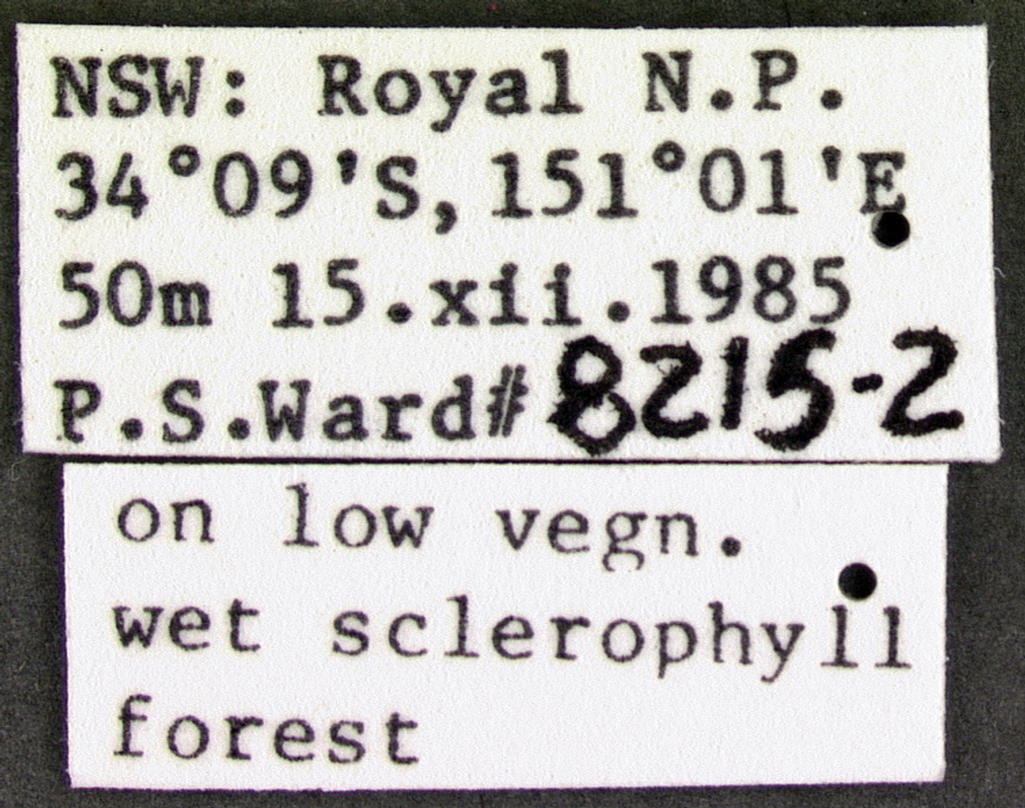
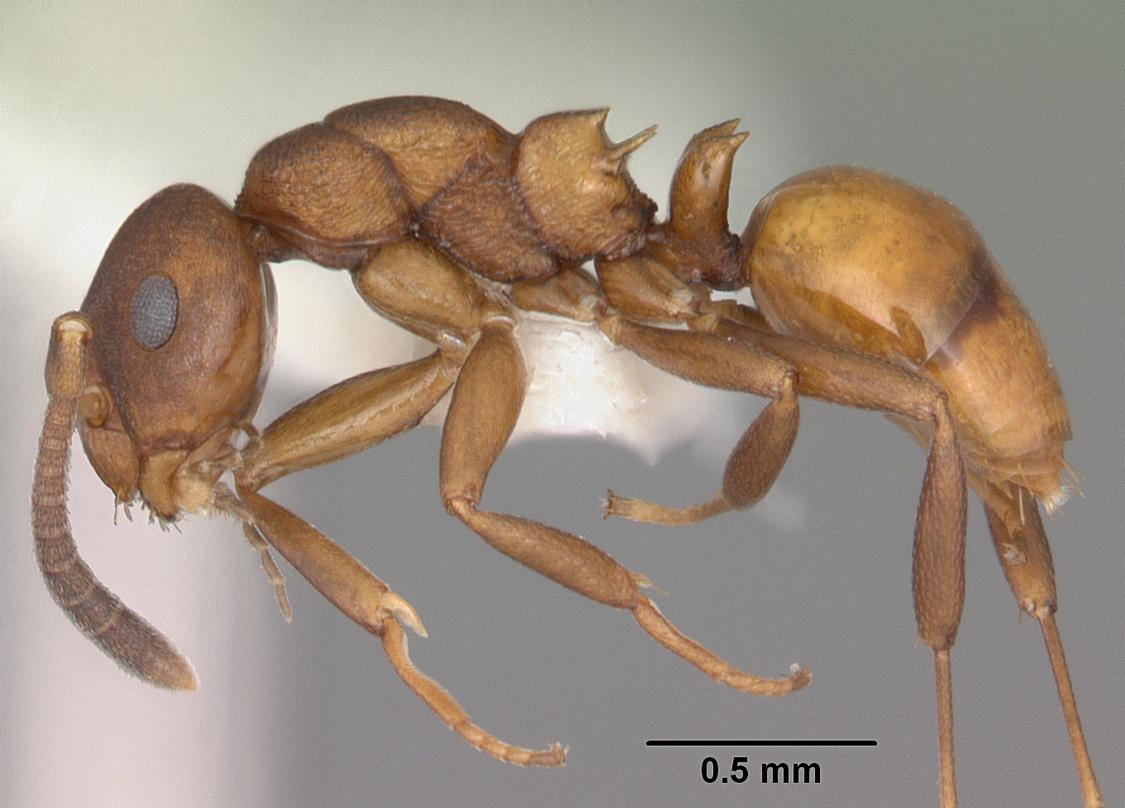